# Torpaslätt
Torpaslätt is een plaats in de gemeente Kungsör in het landschap Södermanland en de provincie Västmanlands län in Zweden. De plaats heeft 69 inwoners (2005) en een oppervlakte van 8 hectare.